# San Ambrosio
San Ambrosio ist eine kleine Vulkaninsel im Pazifischen Ozean. Zusammen mit der westlichen Nachbarinsel San Félix gehört sie zur Inselgruppe der Desventuradas-Inseln. Sie ist etwa 2,2 km² groß und ihre höchste Erhebung erreicht 479 m. Die Insel wurde von Juan Fernández im November 1574 entdeckt. Sie ist unbewohnt und gehört zur chilenischen Provinz Valparaíso.

## Fauna und Flora
Auf San Ambrosio leben noch einzelne Exemplare der gefährdeten Juan-Fernández-Seebären (Arctocephalus philippii), die zur Art der Ohrenrobben (auch Pelzrobben genannt) gehören und die ausschließlich auf den chilenischen Inseln Alejandro Selkirk, Robinson Crusoe, San Félix und San Ambrosio vorkommen. Weiterhin sind zwei Arten von Pseudoskorpionen endemisch: Chelanops pugil n. sp. und Anaperochernes ambrosianus n. sp.
Der Endemit Sanctambrosia manicata (Skottsb.) Skottsb., ein kleiner Baum oder Strauch aus der Familie der Nelkengewächse (Caryophyllaceae), ist bemerkenswert für die Flora.

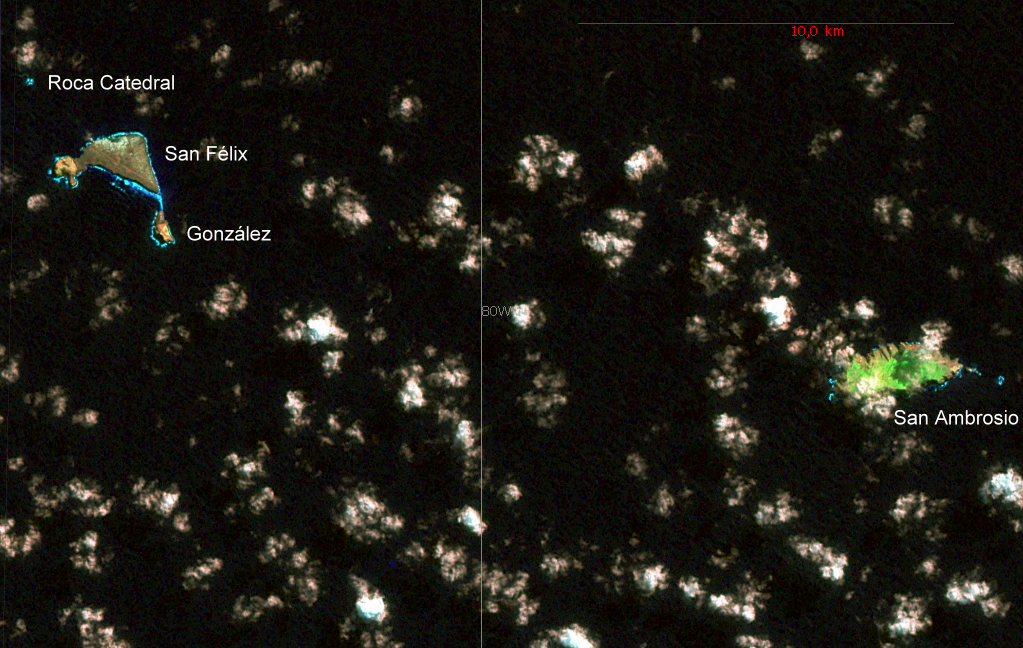
Desventuradas-Inseln: San Ambrosio rechts und San Félix mit Eilanden oben links (NASA Landsat 7 Pseudo Geocover 2000, Worldwind)